# Arjan Moen
Arjan Moen (Amsterdam, 9 juli 1977) is een Nederlands darter die aangesloten is bij de BDO. Zijn bijnaam luidt The Dutch Destroyer. 
Moen begon op zijn elfde met de dartsport. Mede door een knieblessure begon Arjan met de sport.
Arjan probeert zich te kwalificeren voor BDO-toernooien, zo nu en dan gooit hij ook een toernooi voor de PDC, maar hij is er niet bij aangesloten. Dat was hij wel in 2003 toen hij aan het WK van de PDC mee deed (waarna hij geschorst werd voor de BDO toernooien).

## Resultaten op Wereldkampioenschappen

### PDC
- 2003: Laatste 40 (verloren van Shayne Burgess met 2-4)

## Trivia
- In het dagelijks leven is Moen administratief medewerker.
- Tegenwoordig is hij eigenaar van een café in Amsterdam